# Miloš Pavlović (piloto)
Miloš Pavlović (nasceu a 8 de Outubro de 1982 em Belgrado, Sérvia) é um piloto de carros sérvio.

## Carreira
Com 28 anos, e 11 de experiência nos monolugares, Miloš Pavlović é o mais velho e experiente piloto do Campeonato de Fórmula Dois da FIA de 2009. A sua carreira iniciou-se em 1991, ano em que nasceram Tom Gladdis e Jolyon Palmer, os dois pilotos mais jovens de Campeonato de Fórmula Dois da FIA em 2009. Demonstrando de imediato o seu ritmo, Miloš Pavlović venceu 2 títulos Jugoslavos e um título Italiano de karting num ano, antes de ser terceiro nos Mundiais de Karting em 1994.
O maior sucesso de Miloš Pavlović no karting foi em 1996, quando se tornou o mais jovem vencedor de corrida no "Troféu Ayrton Senna", sendo melhor do que o campeão em título de GP2 Series Giorgio Pantano e do que o piloto de Fórmula 1 Jenson Button.
Em 1998, depois de testes no Outono anterior, Miloš Pavlović iniciou a sua carreira nos monolugares na Fórmula Vauxhall, sendo 10º na classificação geral na sua primeira época, antes de duas vitórias e 5 pódios que o ajudaram a obter o 4º lugar final no ano seguinte. Progrediu para a Fórmula 3 Britânica em 2000, ficando por lá também em 2001, e acabou várias vezes nos pontos apesar de ter sido afectado por problemas de fiabilidade.
Uma mudança de cenário em 2002 foi maravilhosa para Miloš Pavlović, e ele venceu o Campeonato italiano de Fórmula 3 na sua primeira tentativa, com 5 vitórias e mais 3 pódios em 9 corridas. Miloš Pavlović foi depois para as World Series Light, em 2003, onde acabou o campeonato em 3º, um ano antes de vencer o campeonato, à segunda tentativa. Venceu 7 das 13 corridas e teve mais 2 pódios.
No ano seguinte e até 2007, Miloš Pavlović competiu na Fórmula Renault 3.5. Na sua primeira temporada, teve que aprender, e só obteve um pódio em 17 corridas, mas uma melhoria notável na segunda época permitiu ao Sérvio o 11º lugar final, fazendo uma volta mais rápida e tendo 2 pódios. Contudo, na sua 3ª (e última) temporada no campeonato, Miloš Pavlović provou o seu talento. Acabou em 3º no final, à frente do ás de Fórmula 1 Sebastian Vettel e dos seus futuros rivais na Campeonato de Fórmula Dois da FIA Robert Wickens e Mikhail Aleshin, tendo 2 vitórias e 4 pódios ao longo da época.
Em 2008, Miloš Pavlović competiu em 3 rondas do campeonato principal de GP2 Series na equipa BCN Competicion, a mesma com que correu o seu futuro rival na Campeonato de Fórmula Dois da FIA Carlos Iaconelli, depois de correr nas GP2 Asia Series, campeonato que acabou no 14º ligar na geral, com os mesmos pontos que Andy Soucek.

## Registo

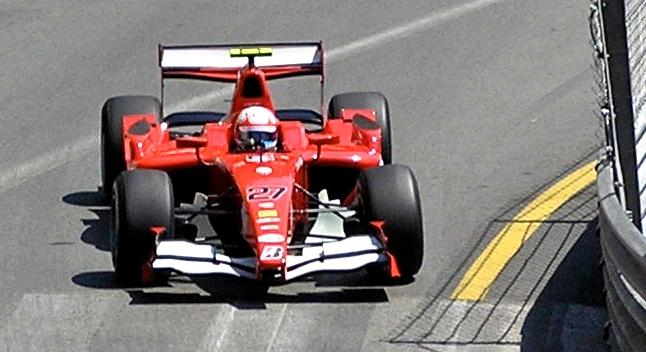
Pavlović a pilotar para a BCN Competicion na ronda do Mónaco na Temporada da GP2 Series de 2008.

### Karting
- 1991 Campeão - Campeonato Nacional Juguslavo de Karting
- 1992 Campeão - Campeonato Nacional Juguslavo de Karting (Mini Kart)
- 1992 Campeão - Campeonato Nacional Juguslavo de Karting (Classe Júnior 100)
- 1993 Campeão - Campeonato Regional de Itália de (Classe Júnior 100)
- 1994 2º lugar - Campeonato Europeu de Karting (Classe Júnior 100)
- 1994 3º lugar - Campeonato Mundial de Karting (Classe Júnior 100)
- 1996 Campeão -Vencedor da Taça Mundial "Troféu Ayrton Senna"(classe Fórmula A)

### Monolugares
| Temporada | Categoria                         | Nome da equipa  | Nº | Corridas | Poles | Vitórias | Pódios | Pontos | Lugar Final |
| --------- | --------------------------------- | --------------- | -- | -------- | ----- | -------- | ------ | ------ | ----------- |
| 1998      | Fórmula Vauxhall                  | ND              | ND | ND       | ND    | ND       | ND     | ND     | 10º         |
| 1999      | Fórmula Vauxhall                  | ND              | ND | ND       | 2     | 2        | 5      | ND     | 4º          |
| 2000      | Masters of Formula 3              | ND              | ND | ND       | ND    | ND       | ND     | ND     | 11º         |
| 2000      | Fórmula 3 Britânica               | ND              | ND | ND       | ND    | ND       | ND     | ND     | 11º         |
| 2001      | Fórmula 3 Britânica               | ND              | ND | Todas    | ND    | ND       | ND     | ND     | 17º         |
| 2002      | Fórmula 3 Itália                  | ND              | ND | Todas    | 5     | 5        | 3      | ND     | 1º          |
| 2003      | Euro 3000                         | ND              | ND | 2        | ND    | ND       | ND     | ND     | ND          |
| 2003      | World Series Lights               | ND              | ND | Todas    | 1     | ND       | 6      | ND     | 3º          |
| 2004      | World Series by Nissam            | ND              | ND | 2        | ND    | ND       | ND     | ND     | ND          |
| 2004      | World Series Lights               | ND              | ND | Todas    | 8     | 7        | 9      | ND     | 1º          |
| 2005      | World Series by Renault 3.5       | ND              | ND | Todas    | ND    | ND       | 1      | ND     | 17º         |
| 2006      | World Series by Renault 3.5       | ND              | ND | Todas    | ND    | ND       | 2      | ND     | 11º         |
| 2007      | World Series by Renault 3.5       | ND              | ND | Todas    | ND    | 2        | 4      | ND     | 3º          |
| 2008      | GP2 Asia Series                   | BCN Competicion | 24 | 10       | 0     | 0        | 0      | 6      | 16º         |
| 2008      | GP2 Series                        | BCN Competicion | 27 | 6        | 6     | 0        | 0      | 0      | 32º         |
| 2009      | Campeonato de Fórmula Dois da FIA | 25              |    |          |       |          |        |        | *           |

* Época em curso.